# Oratje
Oratje is een plaats in de gemeente Krapinske Toplice in de Kroatische provincie Krapina-Zagorje. De plaats telt 217 inwoners (2001).